# Mariehøj Sogn
Mariehøj Sogn er et sogn i Silkeborg Provsti (Århus Stift). Sognet ligger i Silkeborg Kommune; indtil Kommunalreformen i 1970 lå det i Gjern Herred (Skanderborg Amt). I Mariehøj Sogn ligger Mariehøj Kirke.
I Mariehøj Sogn findes flg. autoriserede stednavne:
- Kalgårdsø (vandareal)
- Lysbro (bebyggelse)
- Lysbro Skov (areal)